# Стаїще
Ста́їще — село в Україні, у Верховинській селищній громаді Верховинського району Івано-Франківської області. Розташоване на північний захід від селища Верховина. З ним межують села: Ільці, Кривопілля, Волова, Великий Ходак і Віпче. Біля села розташоване довголітнє дерево «Великий Бук». Через Стаїще протікає єдина річка — Ільця.  

## Історія
12 червня 2020 року, відповідно до Розпорядження Кабінету Міністрів України  № 714-р «Про визначення адміністративних центрів та затвердження територій територіальних громад Івано-Франківської області», увійшло до складу Верховинської селищної громади.
19 липня 2020 року, в результаті адміністративно-територіальної реформи та ліквідації Верховинського району, село увійшло до складу новоутвореного Верховинського району.

## Населення
Назва місцевих мешканців — стаїщани. Мова спілкування — українська, гуцульський говір. Стаїще густонаселене село (83 особи на км²). 
Згідно з переписом УРСР 1989 року чисельність наявного населення села становила 183 особи, з яких 81 чоловік та 102 жінки.
За переписом населення України 2001 року в селі мешкали 243 особи. 100 % населення вказало своєю рідною мовою українську.

## Промисловість
У Стаїщанській промисловості добре розвинута деревообробна галузь. Також розвинута харчова та легка галузі. У Стаїще є 2 деревообробні підприємства і кузня.

## Сільське господарство
У сільському господарстві Стаїща переважає рослинництво. Основним продуктом є картопля, також вирощують буряк, соняшник, моркву, квасолю, капусту, кукурудзу. З дерев вирощують яблуню, грушу, черешню, сливу. З тварин найбільше розводять корів, а також свиней, курей, кіз, овець, коней.

## Природні умови
За природними умовами Стаїще схоже на сусідні села. Із сходу та заходу його оточують гори, а з півночі на південь простягається річкова долина. Клімат улітку теплий і вологий (випадає багато дощів). А взимку холодний і також вологий. Погода Стаїща нестійка, мінлива.

## Пам'ятки
На північ від села знаходиться заповідне урочище місцевого значення Чорний Потік.

## Транспорт
Транспорт на Стаїщах мало розвинутий. Найбільше автомобільного транспорту. Але також розвинутий велотранспорт.

## Туризм
Туризм досить розвинутий. У Стаїщах є готельно-ресторанний комплекс «Гостинець», розташований по обидва береги гірської річки (три комфортабельні дерев'яні котеджі — разом 10 номерів на 30 місць, ресторан-колиба на 70 місць, сауна, при ній два басейни з джерельною водою). А також ресторан «Смерекова хата». 